# Skanderborg (stacja kolejowa)
Skanderborg (duński: Skanderborg Station) – stacja kolejowa w Skanderborg, w regionie Jutlandia Środkowa, w Danii. Od stacja Skanderborg wychodzi liniia do Ry, Silkeborg, Ikast, Herning i Skjern.
Przejście podziemne wybudowane w 1893 roku, było pierwszym tego rodzaju obiektem w Danii.
| Skanderborg                   |  |          |
| Linia Fredericia – Århus      |  |          |
| Hylke                         |  | Stilling |
| Linia Skanderborg – Silkeborg |  |          |
|                               |  | Alken    |